# Ambrosiodmus tachygraphus
Ambrosiodmus tachygraphus – gatunek chrząszcza z rodziny ryjkowcowatych i podrodziny kornikowatych.
Gatunek ten opisany został 1868 roku przez C. Zimmermanna jako Xyleborus tachygraphus.
Samica ma ciało długości od 3,4 do 3,8 mm. W częściach opadających pokryw drugi międzyrząd z silnym granulowaniem, a pierwszy bez granulowania. W części dyskowej pokryw punkty na międzyrzędach delikatnie ziarenkowane, trochę zaburzone lub tworzące prawie pojedynczy rządek, a punkty w rzędach dość drobne i bardzo płytkie. Szerokość międzyrzędów przekracza dwukrotność szerokości rzędów.
Ryjkowiec znany tylko ze Stanów Zjednoczonych. Występuje tam w Alabamie, Arkansas, Delaware, Dystrykcie Kolumbii, Florydzie, Illinois, Georgii, Karolinie Południowej, Karolinie Północnej, Kentucky. Luizjanie, Maryland, Missisipi, New Jersey, Ohio, Pensylwanii, Tennessee, Wirginii i Wirginii Zachodniej.